# Ce n'était qu'un rêve
„Ce n'était qu'un rêve” este discul single de debut al interpretei de origine canadiană, Celie Dion. Cântecul a fost lansat ca primul single al albumului La voix du bon Dieu pe data de 19 iunie 1981. Versurile au fost scrise de către artistă, fratele său (Jacques Dion) și mama acestora (Thérèse Dion). Acesta a obținut poziția cu numărul 14 în clasamentul discurilor single din Quebec.

## Lista cântecelor
Disc de 7" distribuit în Canada
1. „Ce n'était qu'un rêve” – 3:52
2. „Ce n'était qu'un rêve” (negativ) – 3:52

Disc de 7" distribuit în Franța
1. „Ce n'était qu'un rêve” – 3:52
2. „L'amour viendra” – 4:20

## Clasamente
| Clasament (1981)     | Poziția maximă | Referință |
| -------------------- | -------------- | --------- |
| Quebec Singles Chart | 14             | [ 2 ]     |